# 100 film italiani da salvare
100 film italiani da salvare es una lista de 100 películas italianas creada por el Festival Internacional de Cine de Venecia de 2008 en colaboración con Cinecittà y con el apoyo del Ministerio de Cultura italiano, con el objetivo de reunir "las cien películas que han cambiado la memoria colectiva del país entre 1942 y 1978".

## Las películas
Las películas, en orden cronológico, son las siguientes:

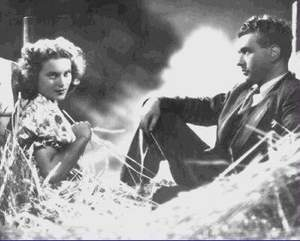
Cuatro pasos por las nubes

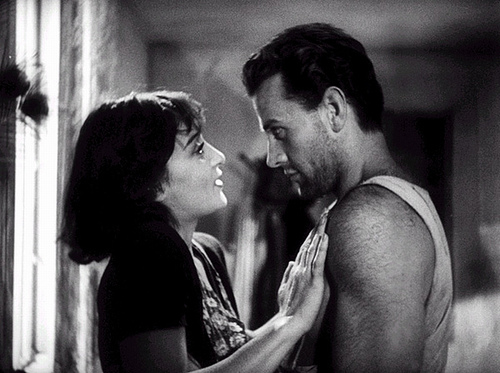
Obsesión

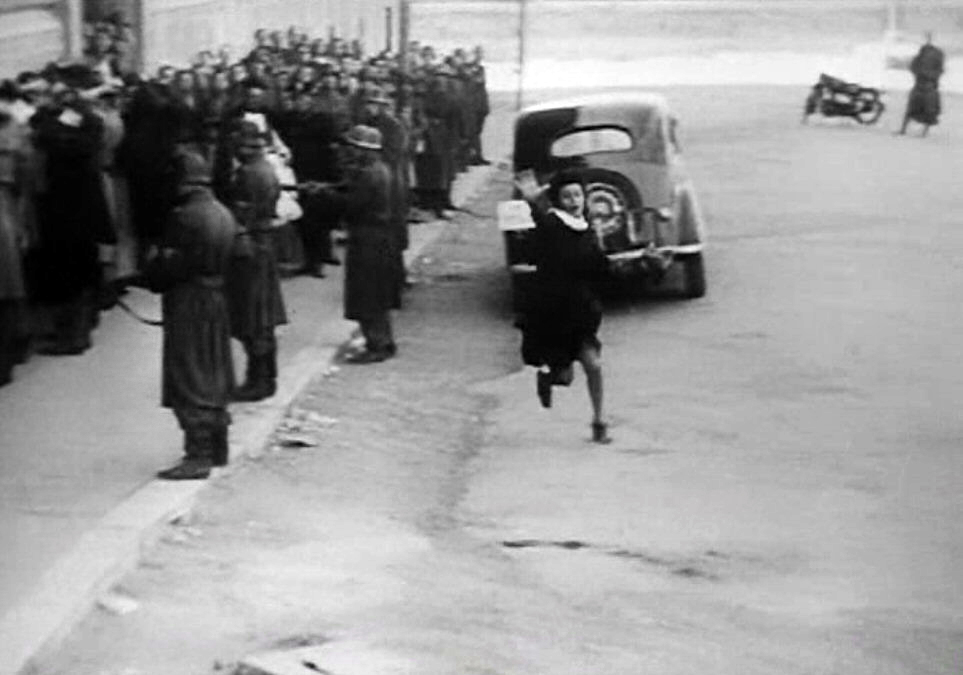
Roma, ciudad abierta

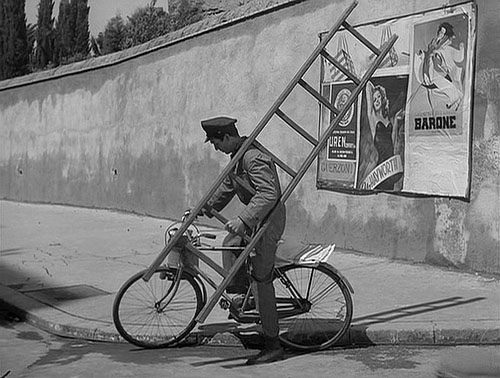
Ladri di biciclette

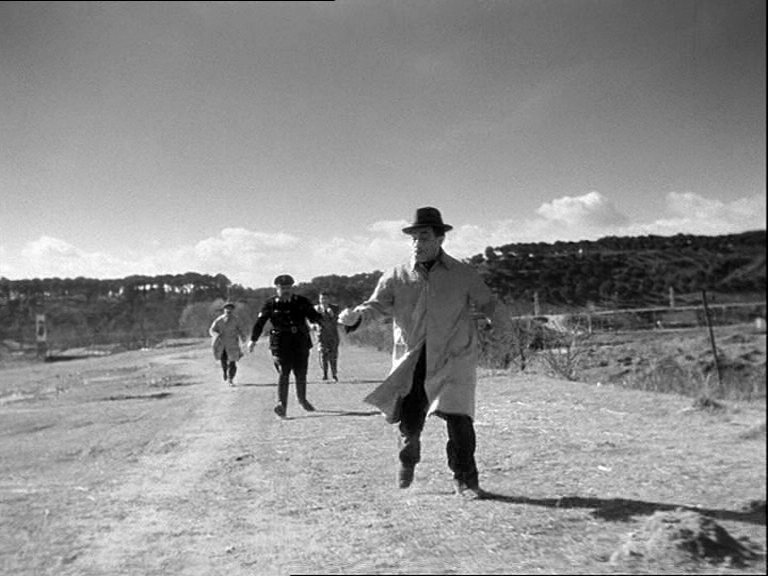
Guardias y ladrones

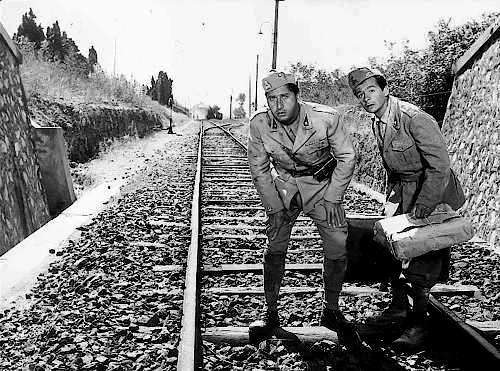
Todos a casa

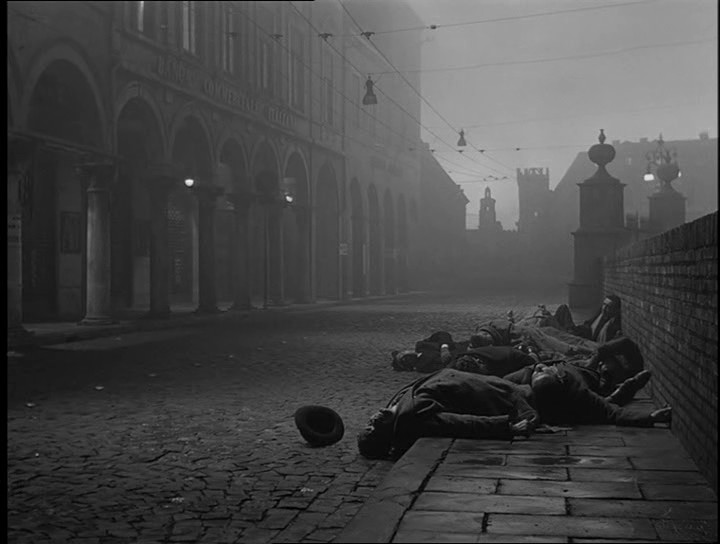
La lunga notte del '43

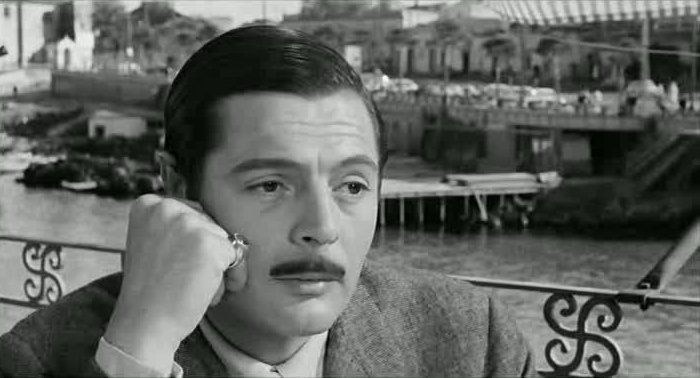
Divorcio a la italiana

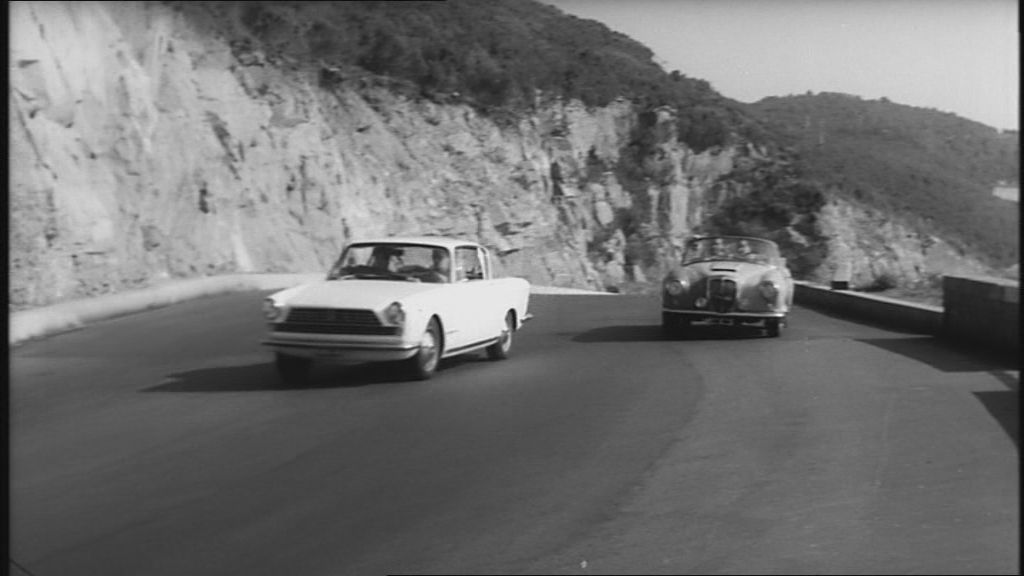
Il sorpasso

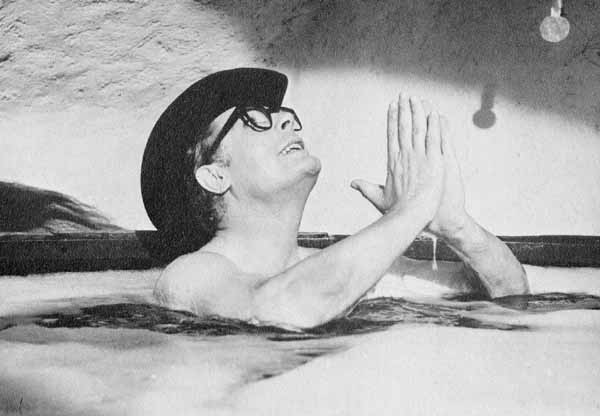
8½

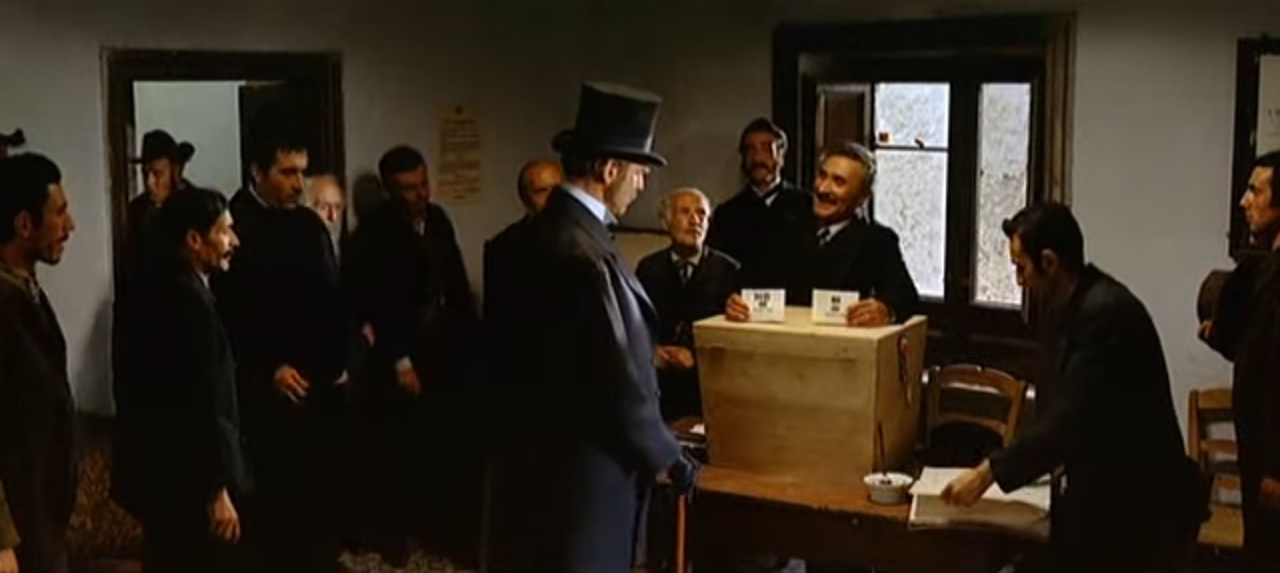
El gatopardo

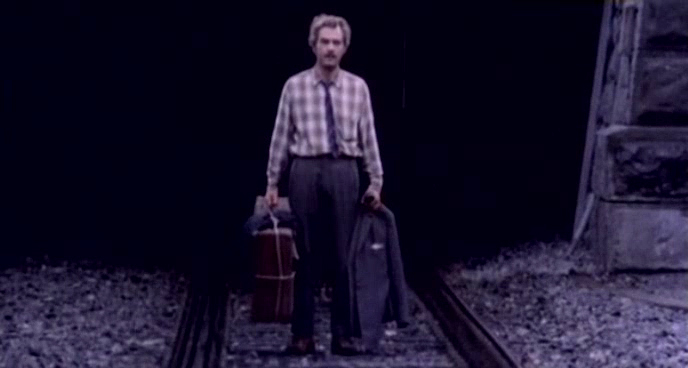
Pane e cioccolata

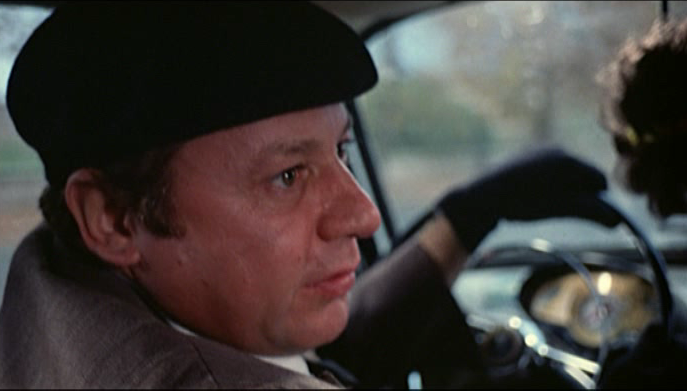
Fantozzi

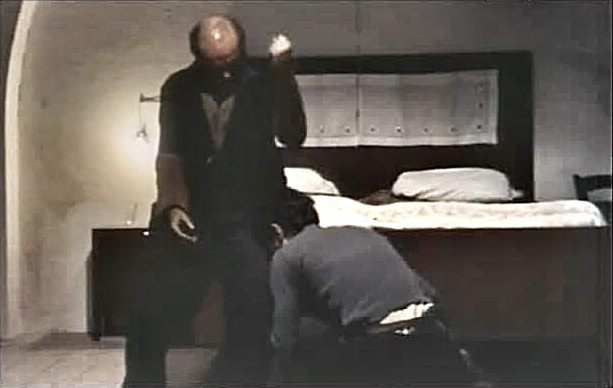
Padre padrone

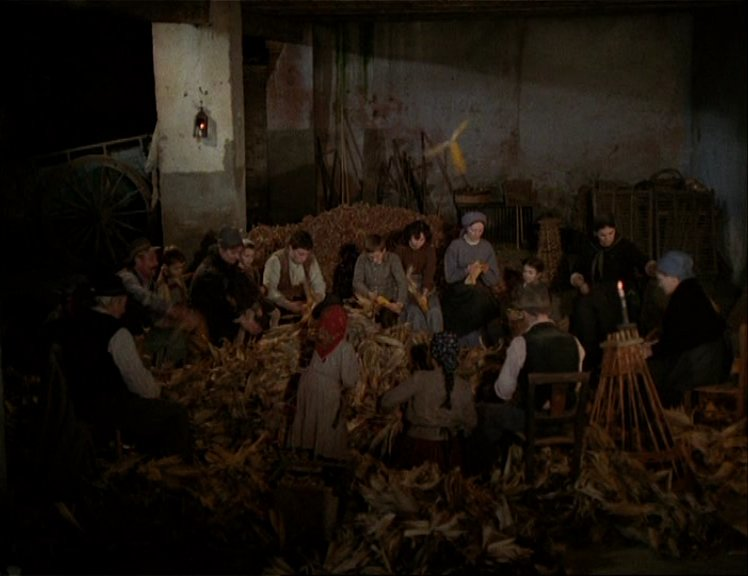
El árbol de los zuecos

1. Cuatro pasos por las nubes de Alessandro Blasetti (1942)
2. Obsesión de Luchino Visconti (1943)
3. Roma, ciudad abierta (Roma città aperta) de Roberto Rossellini (1945)
4. Paisà de Roberto Rossellini (1946)
5. El limpiabotas (Sciuscià) de Vittorio De Sica (1946)
6. Noble gesta de Luigi Zampa (1947)
7. Ladri di biciclette de Vittorio De Sica (1948)
8. La tierra tiembla (La terra trema) de Luchino Visconti (1948)
9. Arroz amargo (Riso amaro) de Giuseppe De Santis (1949)
10. La città dolente de Mario Bonnard (1949)
11. Cielo sulla palude de Augusto Genina (1949)
12. Stromboli de Roberto Rossellini (1949)
13. Catene de Raffaello Matarazzo (1949)
14. Il cammino della speranza de Pietro Germi (1950)
15. Domenica d'agosto de Luciano Emmer (1950)
16. Crónica de un amor de Michelangelo Antonioni (1950)
17. Luces de variedades (Luci del varietà) de Alberto Lattuada y Federico Fellini (1950)
18. Prima comunione de Alessandro Blasetti (1950)
19. Bellísima (Bellissima) de Luchino Visconti (1951)
20. Dos centavos de esperanza (Due soldi di speranza) de Renato Castellani (1951)
21. Guardias y ladrones (Guardie e ladri) de Steno e Mario Monicelli (1951)
22. Milagro en Milán (Miracolo a Milano) de Vittorio De Sica (1951)
23. La famiglia Passaguai de Aldo Fabrizi (1951)
24. Umberto D. de Vittorio De Sica (1952)
25. Europa '51 de Roberto Rossellini (1952)
26. El jeque blanco (Lo sceicco bianco) de Federico Fellini (1952)
27. Totò a colori de Steno (1952)
28. Don Camilo (Don Camillo) de Julien Duvivier (1952)
29. Pan, amor y fantasía (Pane, amore e fantasia) de Luigi Comencini (1953)
30. Los inútiles de Federico Fellini (1953)
31. Napoletani a Milano de Eduardo De Filippo (1953)
32. Febbre di vivere de Claudio Gora (1953)
33. La provinciale de Mario Soldati (1953)
34. Carosello napoletano de Ettore Giannini (1953)
35. Il sole negli occhi de Antonio Pietrangeli (1953)
36. La spiaggia de Alberto Lattuada (1954)
37. El oro de Nápoles (L'oro di Napoli) de Vittorio De Sica (1954)
38. Un americano a Roma de Steno (1954)
39. L'arte di arrangiarsi de Luigi Zampa (1954)
40. Senso de Luchino Visconti (1954)
41. La strada de Federico Fellini (1954)
42. Una donna libera de Vittorio Cottafavi (1954)
43. Gli sbandati de Francesco Maselli (1955)
44. Un eroe dei nostri tempi de Mario Monicelli (1955)
45. Poveri ma belli de Dino Risi (1956)
46. El grito (Il grido) de Michelangelo Antonioni (1957)
47. Las noches de Cabiria (Le notti di Cabiria) de Federico Fellini (1957)
48. I soliti ignoti de Mario Monicelli (1958)
49. Arrangiatevi! de Mauro Bolognini (1959)
50. La Gran Guerra (La grande guerra) de Mario Monicelli (1959)
51. I magliari de Francesco Rosi (1959)
52. Todos a casa (Tutti a casa) de Luigi Comencini (1960)
53. La dolce vita de Federico Fellini (1960)
54. Rocco y sus hermanos (Rocco e i suoi fratelli) de Luchino Visconti (1960)
55. La ragazza con la valigia de Valerio Zurlini (1960)
56. La lunga notte del '43 de Florestano Vancini (1960)
57. Il bell'Antonio de Mauro Bolognini (1960)
58. Una vita difficile de Dino Risi (1961)
59. Divorcio a la italiana (Divorzio all'italiana) de Pietro Germi (1961)
60. Il posto de Ermanno Olmi (1961)
61. Accattone de Pier Paolo Pasolini (1961)
62. Leoni al sole de Vittorio Caprioli (1961)
63. Il sorpasso de Dino Risi (1962)
64. Salvatore Giuliano de Francesco Rosi (1962)
65. El eclipse (L'eclisse) de Michelangelo Antonioni (1962)
66. Mafioso de Alberto Lattuada (1962)
67. I mostri de Dino Risi (1963)
68. Le mani sulla città de Francesco Rosi (1963)
69. 8½ de Federico Fellini (1963)
70. El gatopardo (Il Gattopardo) de Luchino Visconti (1963)
71. La donna scimmia de Marco Ferreri (1963)
72. Chi lavora è perduto de Tinto Brass (1963)
73. La vita agra de Carlo Lizzani (1964)
74. I pugni in tasca de Marco Bellocchio (1965)
75. Io la conoscevo bene de Antonio Pietrangeli (1965)
76. Comizi d'amore de Pier Paolo Pasolini (1965)
77. Señoras y señores (Signore & signori) de Pietro Germi (1966)
78. Pajaritos y pajarracos (Uccellacci e uccellini) de Pier Paolo Pasolini (1966)
79. La batalla de Argel (La battaglia di Algeri) de Gillo Pontecorvo (1966)
80. La Cina è vicina de Marco Bellocchio (1967)
81. Dillinger è morto de Marco Ferreri (1968)
82. Banditi a Milano de Carlo Lizzani (1968)
83. El médico de la mutua de Luigi Zampa (1968)
84. Investigación sobre un ciudadano libre de toda sospecha (Indagine su un cittadino al di sopra di ogni sospetto de Elio Petri (1970)
85. El conformista (Il conformista) de Bernardo Bertolucci (1970)
86. La audiencia de Marco Ferreri (1971)
87. Diario di un maestro de Vittorio De Seta (1972)
88. El caso Mattei (Il caso Mattei) de Francesco Rosi (1972)
89. Lo scopone scientifico de Luigi Comencini (1972)
90. En el nombre del padre (Nel nome del padre) de Marco Bellocchio (1972)
91. Amarcord de Federico Fellini (1974)
92. C'eravamo tanto amati de Ettore Scola (1974)
93. Aventuras y desventuras de un italiano emigrado de Franco Brusati (1974)
94. Fantozzi de Luciano Salce (1975)
95. Novecento de Bernardo Bertolucci (1976)
96. Excelentísimos cadáveres de Francesco Rosi (1976)
97. Una giornata particolare de Ettore Scola (1977)
98. Un borghese piccolo piccolo de Mario Monicelli (1977)
99. Padre padrone de Paolo y Vittorio Taviani (1977)
100. El árbol de los zuecos (L'albero degli zoccoli) de Ermanno Olmi (1978)